# Riazzale
Il Riazzale è un piccolo torrente che scorre totalmente nel territorio del comune di Ispra dividendola approssimativamente in due metà, una settentrionale ed una meridionale.

## Percorso
Nasce nella frazione di Barza, così come il Quassera, da una risorgiva probabilmente dovuta all'infiltrarsi dell'acqua piovana e lacustre nel sottosuolo. Sfocia nel Lago Maggiore in località Riviera dopo aver ricevuto le acque di alcuni suoi affluenti.